# SNES-mus

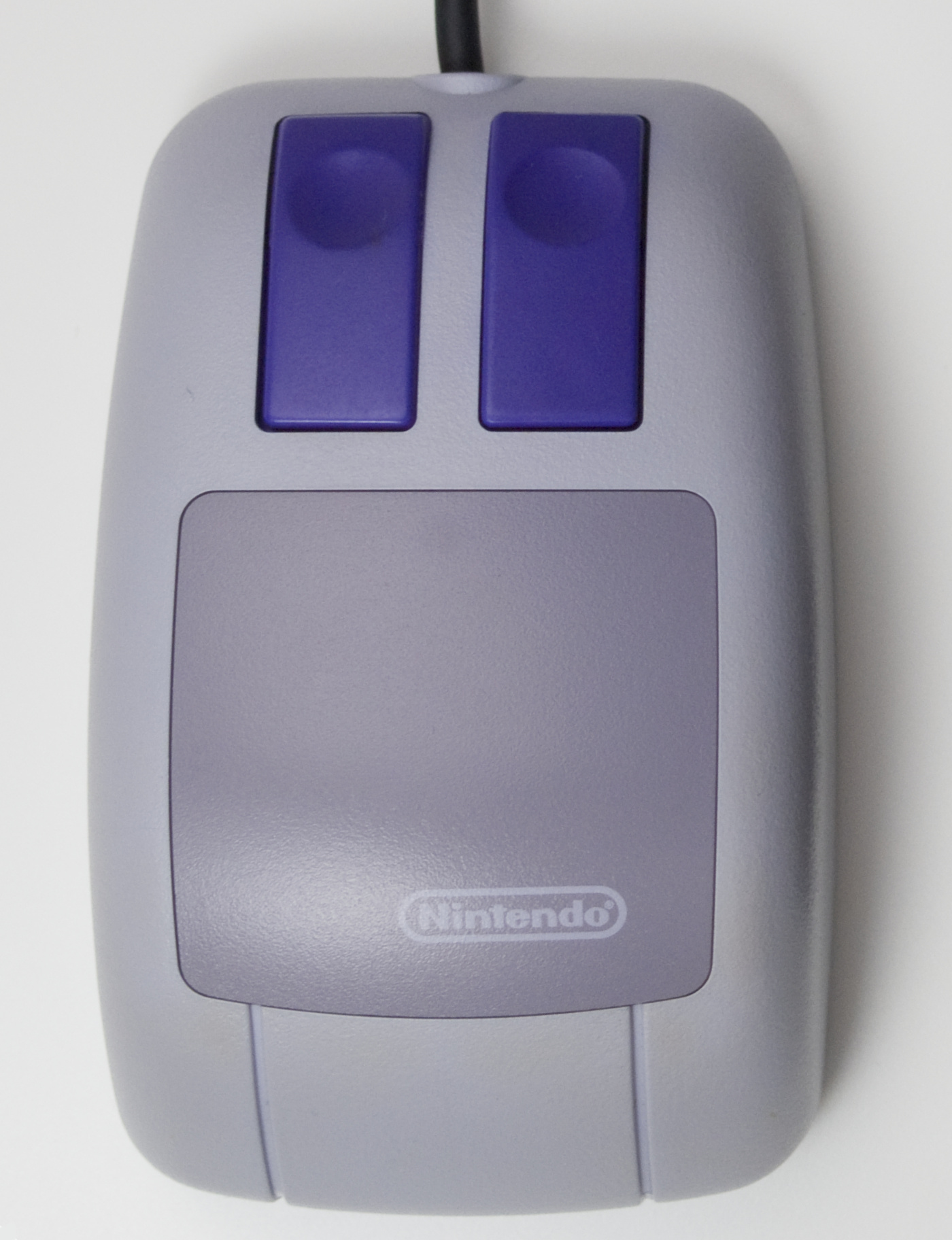
SNES-musen

SNES-musen är en datormus som släpptes som tillbehör till Nintendos Super Nintendo 1992. Den har två lila knappar nära toppen, och undertill har den en muskula; den bör alltså användas tillsammans med en musmatta. Mitt på musen är ett grått område, och Nintendo-loggan är i musens nedre högra del. Den har en relativt kort sladd och kopplas in i konsolens andra kontrollport. För att passa barn och asiater (som i regel har mindre händer än européer) är den mindre än de flesta vanliga datormöss.
Tillbehöret användes enbart i ett fåtal spel, varav det mest kända är Mario Paint, som musen också initialt såldes tillsammans med.

## Lista över kompatibla spel
- Acme Animation Factory
- Advanced Dungeons and Dragons: Eye of the Beholder
- Cannon Fodder
- Doom
- Fun and Games
- J.R.R. Tolkien's The Lord of the Rings, Vol. I
- Jurassic Park
- King Arthur's World
- Lamborghini American Challenge
- Lemmings 2: The Tribes
- Mario and Wario
- Mario Paint
- Might and Magic III
- Nobunaga's Ambition
- Populous II
- Shien's Revenge
- Sid Meier's Civilization
- Sim Ant
- Super Game Boy
- Super Noah's Ark 3D
- Super Solitaire
- T2: The Arcade Game
- Troddlers
- Utopia
- Vegas Stakes
- Wolfenstein 3D